# Unbihexio
El unbihexio, o eka-plutonio es el nombre temporal de un elemento químico desconocido de la tabla periódica que tiene el símbolo temporal Ubh y número atómico Z=126. Los cálculos muestran que 332Ubp sería el segundo isótopo más estable.

## Nombre
El nombre unbihexio es un nombre sistemático de elemento, que se emplea como marcador de posición hasta que se confirme su existencia por otro grupo de investigación y la IUPAC decida su nombre definitivo. Este no es un elemento transuránico como el átomo 125 unbipentio. Habitualmente, se elige el nombre propuesto por el descubridor.
El elemento 126 es de interés porque es parte de la hipotética isla de estabilidad.